# Yeonwoo
Yeonwoo (hangul: 연우; ur. 1 sierpnia 1996 w Chungju), właśc. Lee Da-bin (hangul: 이다빈) – południowokoreańska aktorka i piosenkarka. Jest także byłą członkinią grupy Momoland.

## Życiorys
W czerwcu 2016 roku agencja MLD zrealizowała reality show Finding Momoland, w którym chciała stworzyć siedmioosobową grupę. Yeonwoo była jedną ze zwyciężczyń i dołączyła do grupy Momoland wraz z Hyebin, Jane, Nayun, JooE, Ahin i Nancy. 30 listopada 2019 roku ogłoszono, że opuści grupę, ale pozostanie w agencji jako aktorka. W 2021 roku rozstała się z MLD Entertainment. 19 stycznia 2022 podpisała kontrakt z agencją zarządzającą 9ato Entertainment.

## Filmografia

### K-drama
| Rok       | Tytuł                                     | Rola                              | Stacja telewizyjna | Przy.  |
| --------- | ----------------------------------------- | --------------------------------- | ------------------ | ------ |
| 2011      | Geunyeoneun geojinmar-eul neomu saranghae | Dziewczyna z girlsbandu (odc.6)   | tvN                | [ 5 ]  |
| 2018      | Widaehan yuhokja                          | Siostrzenica Kwon Suk-woo (odc.3) | MBC                | [ 6 ]  |
| 2019      | Ssamnida cheonlimamateu                   | Kwon Ji-na                        | tvN                | [ 7 ]  |
| 2020      | Touch                                     | Jeong Yeong-ah                    | Channel A          | [ 8 ]  |
| 2020      | Alice                                     | Yoon Tae-yeon                     | SBS                | [ 9 ]  |
| 2020      | Live On                                   | Kang Jae-yi                       | JTBC               | [ 10 ] |
| 2020-2021 | Barampimyeon jungneunda                   | Go Mi-rae                         | KBS2               | [ 11 ] |
| 2021      | Dalli and Gamjatang                       | Ahn Chak-hee                      | KBS2               | [ 12 ] |
| 2022      | Geumsujeo                                 | Oh Yeo-jin                        | MBC                | [ 13 ] |
| 2023      | Neombeoseu: Bildingsupui Gamsijadeul      | Jin Yeon-ah                       | MBC                | [ 14 ] |

### Seria internetowa
| Rok       | Tytuł               | Rola    | Stacja telewizyjna | Przy.  |
| --------- | ------------------- | ------- | ------------------ | ------ |
| 2017-2018 | Happy Talk Season 2 | Yun-woo | Naver, tv cast     | [ 15 ] |

### Programy telewizyjne
| Rok  | Tytuł                                  | Stacja telewizyjna | Uwagi                    | Przy.  |
| ---- | -------------------------------------- | ------------------ | ------------------------ | ------ |
| 2016 | Finding Momoland                       | Mnet               | Uczestniczka             | [ 16 ] |
| 2017 | The Show                               | SBS MTV            | Gospodyni programu       | [ 17 ] |
| 2017 | The Beauty                             | KBS World          | Gospodyni programu       | [ 18 ] |
| 2018 | Song Ji-hyo's Beautiful Life           | OnStyle            | Gospodyni programu       | [ 19 ] |
| 2018 | Law of the Jungle                      | SBS                | Członkini głównej obsady | [ 20 ] |
| 2019 | 2019 Idol Star Athletics Championships | MBC                | Stała członkini          | [ 21 ] |
| 2020 | Idol Fishing Camp                      | JTBC               | Stała członkini          | [ 22 ] |

## Nagrody i nominacje
| Ceremonia        | Rok  | Kategoria              | Nominowany | Rezultat | Przy.  |
| ---------------- | ---- | ---------------------- | ---------- | -------- | ------ |
| MBC Drama Awards | 2022 | Najlepsza Nowa Aktorka | Geumsujeo  | Wygrana  | [ 23 ] |